# Крис Бёрд — Владимир Кличко (2006)
Крис Бёрд — Владимир Кличко II, также известен под названием англ. «Revenge Is The Name of the Game» — двенадцатираундовый боксёрский поединок в тяжёлой весовой категории за титул чемпиона мира по версии IBF, который принадлежал Бёрду, и за вакантный титул чемпиона мира в тяжёлом весе по версии IBO. Бой состоялся 22 апреля 2006 года на базе стадиона SAP-Arena в Мангейме (Германия).
В апреле 2000 года Крис Бёрд провёл поединок против старшего брата Владимира Кличко — Виталия. Поединок проходил с преимуществом украинца, но из-за травмы руки он отказался продолжать поединок. В итоге победа была присуждена Бёрду. В октябре того же года Владимир Кличко победил Бёрда единогласным судейским решением и завоевал титул чемпиона по версии WBO. После победы над Бёрдом Кличко-младший провёл несколько защит титула, но утратил его в 2003 году. Бёрд же вскоре вновь стал чемпионом мира, на этот раз по версии IBF. В сентябре 2005 года Владимир Кличко победил Семюэля Питера и стал претендентом на титул, принадлежащий Бёрду.
Поединок проходил с преимуществом Владимира Кличко, который удерживал Бёрда на ударной для себя дистанции. В пятом раунде Кличко-младший попал по Бёрду акцентированным прямым ударом с правой руки, после чего тот оказался в нокдауне. В 7-м раунде украинец провёл трёхударную комбинацию ударов, после которой Крис Бёрд вновь оказался в нокдауне. После второго в этом же раунде нокдауна рефери Уэйн Келли остановил поединок. Победа техническим нокаутом в 7-м раунде (TKO7) была присуждена Владимиру Кличко.
После этого поражения карьера Бёрда пошла на спад, он провёл ещё четыре поединка, два из которых выиграл, а два проиграл. Боксёрская карьера Владимира Кличко продолжалась до 2017 года, за это время он сумел завоевать чемпионские титулы по версиям WBA, WBO и журнала «The Ring». В ноябре 2015 года он проиграл все свои титулы британцу Тайсону Фьюри. В апреле 2017 года Кличко попытался вернуть часть своих титулов, но вновь проиграл другому британцу Энтони Джошуа.

## Предыстория
1 апреля 2000 года в Берлине состоялся поединок между непобеждённым чемпионом мира в тяжёлом весе по версии WBO Виталием Кличко (27-0, 27 KO) и претендентом на титул чемпиона мира по версии WBO Крисом Бёрдом (30-1, 18 KO). Поединок проходил с преимуществом Кличко-старшего, но тот травмировал руку и в результате бой завершился победой Криса Бёрда ввиду отказа Виталия Кличко продолжать поединок после 9-го раунда.
14 октября того же года состоялся поединок между младшим братом Виталия, Владимиром Кличко и Крисом Бёрдом, который проводил первую защиту своего титула чемпиона мира по версии WBO. Бой получил название «Месть брата». Поединок проходил с преимуществом Владимира Кличко, в 9-м и 11-м раундах Кличко-младшему удалось отправить соперника в нокдаун. В итоге поединок завершился победой Владимира Кличко единогласным судейским решением и тот стал новым чемпионом мира по версии WBO. После этой победы Владимир провёл несколько успешных защит титула, но 8 марта 2003 года проиграл техническим нокаутом во 2-м раунде южноафриканцу Корри Сандерсу и утратил чемпионский титул. В 2004 году Владимир попытался вернуть себе потерянный титул, который на тот момент был вакантен, но был побеждён двоюродным братом Бёрда — Лаймоном Брюстером.
После поражения от Владимира Кличко Бёрд провёл несколько поединков, и стал одним из основных претендентов на титул чемпиона мира по версии IBF, которым владел Леннокс Льюис. Однако Льюис отказался боксировать против Бёрда и лишился чемпионского титула по версии IBF. В итоге вакантный титул оспаривали Эвандер Холифилд и Крис Бёрд. Поединок завершился победой Бёрда единогласным судейским решением. После победы над Холифилдом Бёрд провёл пять успешных поединков-защит титула. Все эти поединки прошли по двенадцать раундов и четыре из них завершились победой Бёрда, а один ничьей.
24 сентября 2005 года Владимир Кличко победил единогласным судейским решением непобеждённого до того нигерийца Сэмюэля Питера. Владимир Кличко доминировал на протяжении всего поединка, работая джебами и срывая атаки противника, но Сэмюэлу Питеру удалось трижды отправить его в нокдаун. Несмотря на падения, победу в поединке единогласным судейским решением одержал Владимир Кличко. Этот поединок имел статус элиминатором (отборочным) за титулы чемпиона мира по версиям IBF и WBO.
После победы над Питером Кличко-младший решил провести поединок против чемпиона мира по версии IBF Криса Бёрда. Несмотря на то, что после первого поединка Бёрд — Кличко, Крис Бёрд публично заявил, что больше никогда не будет боксировать на территории Германии, местом проведения второго боя был выбран стадион SAP-Arena в Мангейме (Германия). Накануне поединка состоялось взвешивание, на котором Бёрд весил 96,6 кг, а Кличко-младший 109,3 кг.

## Прогнозы
Фаворитом в этом поединке считался Владимир Кличко, однако по мнению экспертов действующий чемпион также имел шансы на победу. Так, американский журналист Джордж Кимбалл указывал на то, что последние четыре оппонента Бёрда (Дэваррил Уильямсон, Джамиль Макклайн, Анджей Голота и Фрес Окендо) не были боксёрами чемпионского уровня, и хотя в боях с ними Крис и одержал верх, но при этом он испытал ряд трудностей. Кимбалл также отмечал, что скорее всего этот поединок Бёрд не сможет выиграть судейским решением, но его шанс победить заключается в том, что Кличко может отказаться от продолжения поединка в одном из поздних раундов из-за травмы, «реальной или вымышленной». Российский спортивный журналист Александр Беленький был полностью уверен в победе Кличко-младшего, в качестве аргументов он приводил победу Владимира над Бёрдом осенью 2000 года и отсутствие акцентированного удара у Бёрда.

22 апреля 2006 года должно произойти одно из наиболее знаковых событий в истории бокса. В этот день Владимир Кличко с легкостью победит Криса Бёрда, окончательно открыв новую эру супертяжёлого дивизиона: 124 года безраздельного властвования американцев, начатого великим Джоном Л. Салливаном, сменятся правлением боксёров из Восточной Европы— Джон Хайви, журналист интернет-издания «boxingscene.com»

## Ход поединка
Первый раунд прошёл в разведке боем, Владимир Кличко в основном наносил не акцентированные прямые удары с левой руки, удерживая соперника на дальней дистанции, Бёрд в свою очередь пытался сбить эти удары и сократить дистанцию. Во втором раунде Бёрд попытался перехватить инициативу и выйти на ударную для себя дистанцию, но эти попытки не завершились успехом, Кличко же начал атаковать Бёрда акцентированным правым прямым (одним из своих коронных ударов). В третьем раунде вновь попытался перехватить инициативу и занять центр ринга. Однако всякий раз, когда Бёрд пытался выйти на ударную для себя дистанцию (среднюю и ближнюю), Кличко начинал клинчевать, после чего Бёрд разрывал дистанцию и становился удобной мишенью для соперника. В четвёртом раунде преимущество Кличко стало очевидным, он всё чаще выбрасывал акцентированный правый прямой удар, но большинство этих ударов не доходили до цели из-за того что Брёд постоянно «качал маятник».
В пятом раунде боксёры продолжили поединок в той же манере, Кличко в основном выбрасывал не акцентированные прямые удары с левой руки, а Бёрд по-прежнему пытался сократить дистанцию. После одного из таких ударов Кличко выбросил хлёсткий правый прямой, который дошёл до цели. После этого удара Бёрд оказался на настиле ринга, но сумел подняться на счёт 5. После того как поединок был продолжен, Владимир Кличко попытался добить соперника, зажав того у канатов и нанеся несколько акцентированных прямых ударов. Однако Кличко всё же не сумел нокаутировать своего соперника в пятом раунде. Начиная с шестого раунда поединок проходил с преимуществом Владимира Кличко, большинство ударов которого доходили до головы Бёрда, который полностью сосредоточился на защите, безуспешно пытаясь не пропустить акцентированные удары. Седьмой раунд продлился менее минуты, Владимир Кличко сумел попасть по сопернику акцентированным джебом, после чего довёл до цели акцентированную двухударную комбинацию, после которой Бёрд вновь оказался в нокдауне. Бёрд сумел встать на ноги, но рефери Уэйн Келли остановил бой. Победа техническим нокаутом в 7-м раунде (TKO7) была присуждена Владимиру Кличко.
Сразу после окончания поединка к Владимиру Кличко подошёл сын Криса Бёрда и попросил, чтобы Владимир пообещал, что он будет защищать титулы ввиду уважения к Крису и Кличко дал слово.
| Счёт судейских записок на момент остановки поединка | Счёт судейских записок на момент остановки поединка | Счёт судейских записок на момент остановки поединка | Счёт судейских записок на момент остановки поединка | Счёт судейских записок на момент остановки поединка | Счёт судейских записок на момент остановки поединка |
| Рой Фрэнсис                                         | Рой Фрэнсис                                         | Стив Эпштейн                                        | Стив Эпштейн                                        | Роберт Хойл                                         | Роберт Хойл                                         |
| --------------------------------------------------- | --------------------------------------------------- | --------------------------------------------------- | --------------------------------------------------- | --------------------------------------------------- | --------------------------------------------------- |
| Крис Бёрд                                           | Владимир Кличко                                     | Крис Бёрд                                           | Владимир Кличко                                     | Крис Бёрд                                           | Владимир Кличко                                     |
| 53                                                  | 60                                                  | 54                                                  | 59                                                  | 54                                                  | 59                                                  |

## Андеркарт
В таблице перечислены результаты всех поединков боксёров.
В каждой строке указан результат поединка. Дополнительно номер поединка обозначен цветом, который обозначает итог поединка. Расшифровка обозначений и цветов представлена в нижеследующей таблице.
| Пример | Расшифровка                     |
| ------ | ------------------------------- |
|        | Победа                          |
|        | Ничья                           |
|        | Поражение                       |
|        | Планируемый поединок            |
|        | Поединок признан несостоявшимся |
| КО     | Нокаут                          |
| ТКО    | Технический нокаут              |
| PTS    | Решение судей (по очкам)        |
| UD     | Единогласное решение судей      |
| MD     | Решение большинства судей       |
| SD     | Раздельное решение судей        |
| RTD    | Отказ от продолжения боя        |
| DQ     | Дисквалификация                 |
| NC     | Поединок признан несостоявшимся |

| Боксёр                     | Итог боя  | Боксёр                    | Примечания |
| -------------------------- | --------- | ------------------------- | --- |
| Крис Бёрд (39-2-1)         | TKO7 (12) | Владимир Кличко (45-3)    | Бой за титулы чемпиона мира по версиям IBF и IBO в тяжёлом весе. Победа Кличко техническим нокаутом в 7-м раунде. Счёт судейских записок на момент остановки поединка 60:53 и 59:54 дважды. |
| Себастьян Сильвестр (20-1) | TKO3 (12) | Стивен Бендалл (24-1)     | Бой за титул чемпиона Европы по версии EBU в среднем весе. Победа Сильвестра техническим нокаутом в 3-м раунде.                                                                             |
| Олег Платов (20-1)         | TKO5 (8)  | Колин Кенна (15-3-2)      | Рейтинговый бой в первом среднем весе. Победа Платова техническим нокаутом в пятом раунде.                                                                                                  |
| Тимо Хоффман (34-4-1)      | UD8 (8)   | Абрахам Окен (14-1)       | Рейтинговый бой в тяжёлом весе. Победа Хоффмана единогласным судейским решением в восьмираундовом поединке.                                                                                 |
| Александр Абрахам (15-0-1) | UD8 (8)   | Мазен Гирке (5-14-2)      | Рейтинговый бой в тяжёлом весе. Победа Абрахама единогласным судейским решением в восьмираундовом поединке.                                                                                 |
| Рене Деттвайлер (16-0)     | UD8 (8)   | Ондрей Пала (10-0)        | Рейтинговый бой в тяжёлом весе. Победа Даттвайлера единогласным судейским решением в восьмираундовом поединке.                                                                              |
| Александр Поветкин (6-0)   | UD6 (6)   | Фрайдей Ахунанья (20-4-2) | Рейтинговый бой в тяжёлом весе. Победа Поветкина единогласным судейским решением в шестираундовом поединке. Счёт судейских записок 60:54 — трижды.                                          |
| Энди Ли (1-0)              | TKO5 (6)  | Васим Халил (дебют)       | Рейтинговый бой в среднем весе. Победа Ли техническим нокаутом в 5-м раунде. |

## После боя
Анализируя данный поединок, журналист украинского боксёрского издания «Ринг» Олег Сарычёв сказал, что во время поединка Кличко действовал легко и расслаблено, при этом он был максимально собран и успешно выполнял установки тренера. Также Сарычёв отметил стойкость и самообладание Бёрда, который не закрывал глаза после пропущенных акцентированных ударов. Журналист интернет-издания «eastsideboxing.com» Кент Аппель заявил, что второй поединок между Бёрдом и Кличко был более зрелищным, чем первый. Также Аппель отметил, что с момента первого боя Кличко стал намного лучшим боксёром и спрогнозировал, что карьера Кличко как боксёра «вновь пойдёт в гору, и он станет главенствующей силой в [тяжелом] дивизионе».
После второго поражения от Владимира Кличко карьера Бёрда пошла на спад. Следующий свой поединок Бёрд провёл 18 апреля 2007 года, победив американского боксёра Пола Маринасио (22-2-2), ввиду его отказа от продолжения поединка после 7-го раунда. Затем 27 октября 2007 года он проиграл техническим нокаутом в 11-м раунде россиянину Александру Поветкину (13-0). 16 мая 2008 года Бёрд проиграл техническим нокаутом Шону Джоржу (16-2-2). 21 марта 2009 года Бёрд провёл свой последний поединок на профессиональном ринге, победив техническим нокаутом в 4-м раунде немецкого спортсмена Матиаса Сандова (4-3). После этого поединка Бёрд завершил карьеру.
После победы над Крисом Бёрдом Владимир Кличко провёл 18 успешных поединков-защит титулов чемпиона мира по версиям IBF и IBO. Помимо защит Владимир Кличко проводил поединки за объединение чемпионских титулов. 23 февраля 2008 года Владимир Кличко победил единогласным судейским решением непобеждённого россиянина Сулатана Ибрагимова (22-0-1) и вернул себе титул чемпиона мира по версии WBO, 20 июня 2009 года победил Руслана Чагаева (25-0-1), ввиду отказа того от продолжения поединка после 9-го раунда и завоевал вакантный титул чемпиона мира по версии журнала «The Ring», и 2 июля 2011 года победил единогласным судейским решением британца Дэвида Хэя (25-1) и завоевал титул чемпиона мира по версии WBA Super. Владимир Кличко продолжал доминировать в тяжёлом весе вплоть до ноября 2015 года, когда он проиграл единогласным судейским решением Тайсону Фьюри (27-0). В апреле 2017 года Владимир Кличко попытался вернуть свои титулы в поединке против Энтони Джошуа (18-0), но вновь потерпел поражение, после чего завершил карьеру.

## Комментарии
1. ↑  На самом деле на момент боя на счету Владимира Кличко быть на одну досрочную победу больше. Разночтения в рекорде Владимира Кличко возникли после его поединка с Бико Ботовамунгу 23 августа 1997 года, когда рефери остановил поединок дисквалифицировав Ботовамунгу, затем результат встречи был изменен на победу Кличко техническим нокаутом. Однако на сайте BoxRec, который является одним из самых авторитетных статистических сайтов на данную тему, в отличие от других источников, результат остался прежним[1].
2. ↑  Возможные переводы — «Игра под названием „Месть“», «Месть — название этой игры», «Имя игре — „месть“»
3. ↑  В титульных поединках при ничейном результате титул остается у его обладателя (если таковой был), а если титул был вакантен, то после боя за титулом сохраняется вакантный статус.
4. ↑  В бою с Голотой была присуждена ничья и Бёрд сохранил титул.
5. ↑  Защитный прием в боксе, суть которого заключается в том, чтобы, постоянно уклоняясь от ударов в разные стороны, не давать сопернику возможность нанести акцентированный удар.
6. ↑  В 2007 году Поветкин победил Криса Бёрда, а в 2013 году потерпел первое поражение в карьере, проиграв Владимиру Кличко
7. ↑  Во время поединка боксёр не должен моргать или закрывать глаза, чтобы иметь возможность заранее увидеть атаку соперника.